# Conjecture de Kaplansky
Le mathématicien Irving Kaplansky a proposé de nombreuses conjectures dans diverses branches des mathématiques, incluant une liste de dix conjectures sur les algèbres de Hopf.

## Conjecture de Kaplansky sur les algèbres de groupes
Cette conjecture prévoit que la ℂ-algèbre d'un groupe sans torsion n'a pas d'idempotents non triviaux. Elle est liée à la conjecture des idempotents de Kadison, aussi appelée la conjecture de Kadison-Kaplansky.

## Conjecture de Kaplansky sur les algèbres de Banach
Pour tout espace compact X, on note C(X) l'algèbre de Banach des fonctions continues de X dans ℂ.
L'énoncé de la conjecture de Kaplansky sur les algèbres de Banach est qu'un morphisme d'algèbres de C(X) vers n'importe quelle algèbre de Banach est nécessairement continu.
Cet énoncé équivaut à celui que toute norme d'algèbre sur C(X) est équivalente à la norme usuelle (celle de la convergence uniforme). Kaplansky lui-même avait démontré auparavant que cette équivalence a lieu au moins pour les normes complètes.
Au milieu des années 1970, H. Garth Dales et J. Esterle ont démontré, indépendamment, que sous l'hypothèse du continu, il existe des contre-exemples à la conjecture.
En 1976, Robert Solovay a démontré (en s'appuyant sur le travail de W. Hugh Woodin) qu'il existe au moins un modèle de ZFC (la théorie des ensembles de Zermelo-Fraenkel avec axiome du choix) dans lequel la conjecture est vraie.
La combinaison de ces deux résultats montre que la conjecture est indécidable dans ZFC.